# Al-Ubayyid Stadion
Het Al-Ubayyid Stadion is een multifunctioneel stadion in El Obeid (Al-Ubayyid), Soedan. In het stadion kunnen 15.000 toeschouwers. Dit stadion is het thuisstadion van Al-Hilal Al-Ubayyid